# رزيزة
الرزيزة أو رزة القاضي حلوى تقليدية مغربية يمكن وصفها بالحلوى الفطيرة، فهي تجمع بين الإثنين وتشبه قليلا المسمن المغربي من حيث الشكل العام.

## التأصيل (الايتيمولوجي)
الرزيزة، هي في الأصل اختصاص أهل الغرب المغربي. الرزيزة حلوى لذيذة منقوعة بالعسل وقد سميت برزة القاضي لانها تشبه الرزة أو العمامة من خلال خيوط تبدو وكأنها منسوجة، وهي مصنوعة من الدقيق الرطب لتتحول إلى خيوط رفيعة منسوجة بالزبدة، وكأنها خيوط كبة تشكل بشكل دائري على صورة رزة الصفراء التقليدية المعروفة في بعض المناطق المغربية، ولهذا سميت أيضا برزة القاضي.
يمكن أيضا تحضيرها على شكل رفيسة بالدجاج عند أهل الغرب المغربي حيث يستبدل أهل الغرب الرفيسة المحضرة بالمسمن بالرزيزة لتصبح طبق مميز و هي الرزيزة بالدجاج.

## المكونات
1 كيلو دقيق أبيض، دقيق القمح،
1/4 كيلو زبدة نباتية،
1/3 مقدار زيت،
قليل من الملح،
ماء للعجن،
عسل (تدهن به عند التقديم)،
زبدة بلدية (زيت زيتون)، تدهن بها عند التقديم

## طريقة التحضير
يحضر قصعة (اناء للعجن) مخصصة للعجين وتخلط المقادير إلى أن تتكون عجينة صلبة، وبعد ذلك تبدأ عملية الدلك بواسطة اليد ثم يوضع العجين في كيس بلاستيكي أبيض وتتركها لمدة الساعة والنصف إلى الساعتين.
بعد ذلك يقطع العجين إلى قطع بحجم القطع المراد ترغيفها، ويتم عمل العجينة على شكل لوالب. وتستمر عملية لولبة العجين باليدين إلى أن تصبح بحجم الخيط، تم تجمع أصابع اليد ونبدأ بلولبة العجين حولها. وبعد أن تريح العجينة قليلا يقوم الطباخ ببسطها ومن تم طهيها في مقلاة حديدية ثقيلة.

## التقديم
قبل التقديم يقوم الطاه بتبخيرها حتى تكون طرية في الأكل، ثم تدهن بالعسل والزبدة البلدية الطرية، ثم تقدم مع الشاي الأخضر أو الشاي المغربي الأخضر المنعنع.

## وصلات خارجية
يوتوب_ طريقة إعداد الرزيزة